# Phrynobatrachus brongersmai
Phrynobatrachus brongersmai es una especie de anfibio anuro de la familia Phrynobatrachidae.

## Distribución geográfica
Esta especie es endémica de Liberia.

## Taxonomía
Esta especie ha sido liberada de su sinonimia con Phrynobatrachus ogoensis por Frétey en 2008, donde fue colocada por Arthur Loveridge en 1941.

## Descripción
Mide de 20 a 27 mm. Se diferencia en particular de Phrynobatrachus ogoensis por un tamaño más grande, tímpanos más visibles y la ausencia de saco vocal en el macho.

## Etimología
Esta especie lleva el nombre en honor a Leo Daniël Brongersma.

## Publicación original
- Parker, 1936 : Amphibians from Liberia and the Gold Coast. Zoologische Mededelingen, vol. 19, p. 87-102[5]